# Nyikolaj Alekszandrovics Morozov
Nyikolaj Alekszandrovics Morozov (Moszkva, 1975. december 17. –) orosz jégtáncos, edző, koreográfus.

## Magánélete
Morozovnak volt egy rövid házassága jégtánc partnerével Tatyjana Navkával. Később egy francia jégtáncost, Caroline Douarint vette el feleségül, akitől született egy gyermeke Annabelle Nikole.
2005-2007-ig Shae-Lynn Bourne házastársa. Megkérte Miki Ando kezét, aki visszautasította és Jelena Iljinihhel, Szocsi bronzérmesével is randevúzott. 2016-ban vette feleségül tanítványát, Vaszilisza Davankovát.

## Pályafutása versenyzőként
Morozov szülei 6 éves korában vitték el korcsolyázni az orvosok tanácsára. 16 éves korában próbálta ki a jégtáncot. Egy évig edzett Svájcban Olga Persankovával, edzőjük Natalja Linyicsuk volt. Az 1994-es világbajnokságon 21. lett Azerbajdzsán színeiben. 1996-ban összeállt Tatyjans Navkával. A különböző versenyek Fehéroroszország színeiben indult. Az első versenyük az 1997-es világbajnokság volt, amelyen térdproblémái ellenére a 14. helyen végeztek. Az 1998-as téli olimpián 16., az 1998-as világbajnokságon 10-ek lettek. Alekszandr Hzulin volt az edzőjük. Morozov partnert váltott, de három hónap együtt edzést követően visszavonult.

## Edzői pályája
Kezdetben az USA-ban edzősködött. Visszatért Moszkvába, mert az orosz kormány felkérte, hogy edze a 2014. évi téli olimpiai játékokra készülő versenyzőket.